# Onthophagus aesopus
Onthophagus aesopus är en skalbaggsart som beskrevs av Lansberge 1882. Onthophagus aesopus ingår i släktet Onthophagus och familjen bladhorningar. Inga underarter finns listade i Catalogue of Life.